# 22545 Brittrusso
22545 Brittrusso è un asteroide della fascia principale. Scoperto nel 1998, presenta un'orbita caratterizzata da un semiasse maggiore pari a 2,2607606 UA e da un'eccentricità di 0,0892609, inclinata di 5,26715° rispetto all'eclittica.